# Hatago

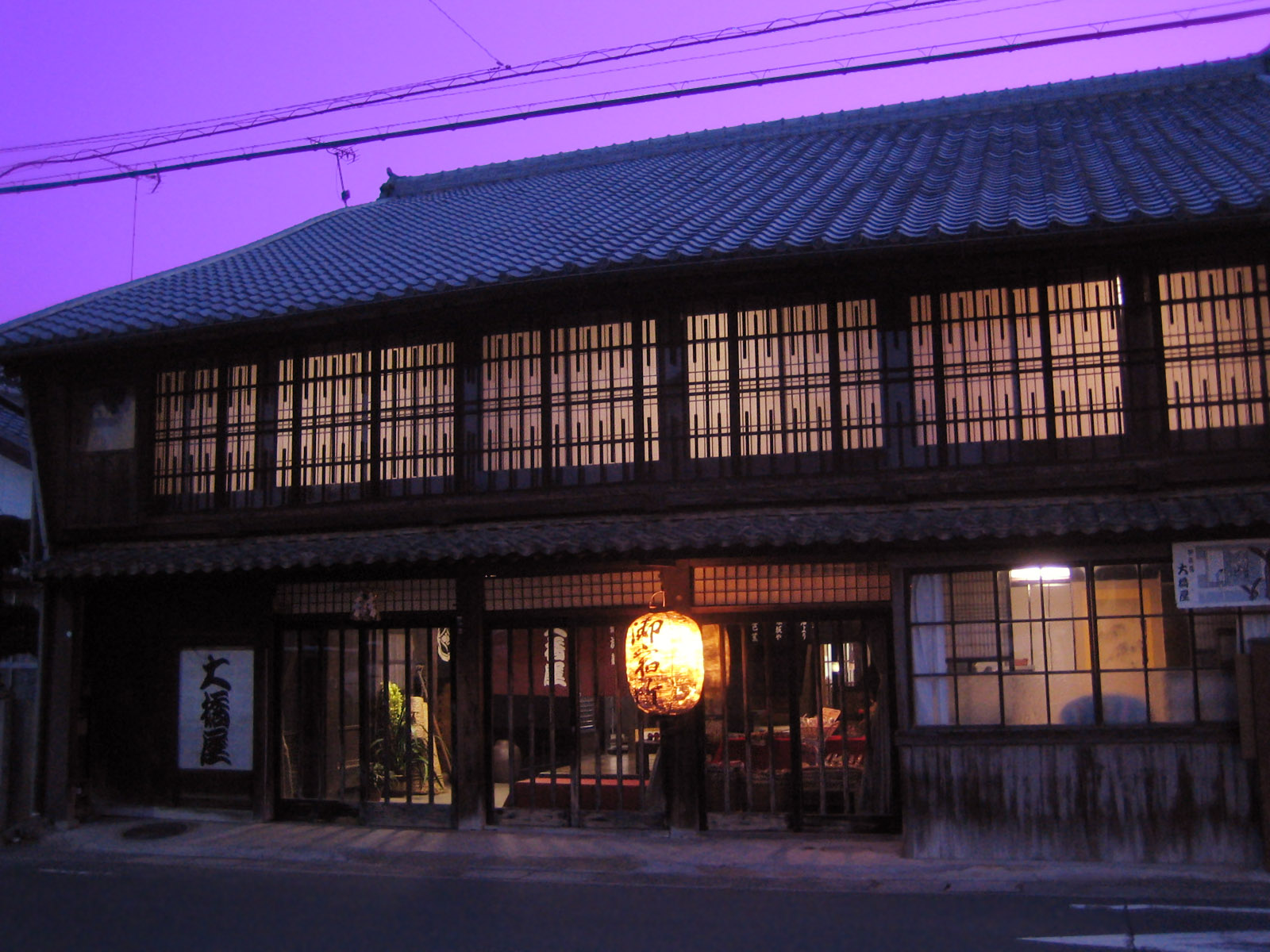
Le hatago de Akasaka-juku, sur la route de Tōkaidō.

Les hatago (旅籠) étaient des logements qu'offraient les shukuba (station d'étape, relais) de l'ère Edo sur les grandes routes du Japon, et en particulier sur les Cinq Grandes Routes et leurs axes secondaires.
Les hatago offraient au voyageur le vivre et le couvert puisque, au-delà d'un lieu où dormir, il était également possible de servir des repas et de fournir de la nourriture. On les nommait également hatagoya (旅籠屋).